# 패턴
패턴(pattern)은 세상이나 인공 디자인, 또는 추상적인 개념에서 나타나는 규칙성을 의미한다. 따라서 패턴의 요소들은 예측 가능한 방식으로 반복된다. 기하학적 패턴은 기하학적 모양으로 형성되며 일반적으로 벽지 디자인처럼 반복되는 패턴의 한 종류이다.
어떤 감각이든 패턴을 직접 관찰할 수 있다. 반대로, 과학, 수학, 언어의 추상적인 패턴은 분석을 통해서만 관찰될 수 있다. 실제적인 직접 관찰은 시각적 패턴을 보는 것을 의미하며, 이는 자연과 예술에서 널리 퍼져 있다. 자연의 시각적 자연의 패턴은 종종 혼돈적이며, 정확히 반복되는 경우가 거의 없고, 종종 프랙탈을 포함한다. 자연 패턴에는 나선, 사행천, 파동, 거품, 타일링, 균열 및 대칭성에 의한 회전대칭과 반사 대칭이 있다. 패턴은 근본적인 수학적 구조를 가지고 있다.(p. 6) 실제로 수학은 규칙성을 찾는 행위로 볼 수 있으며, 모든 함수의 출력은 수학적 패턴이다. 마찬가지로 과학에서도 이론은 세상의 규칙성을 설명하고 예측한다.
도자기와 직물에서부터 벽지에 이르는 많은 장식 예술 분야에서 "패턴"은 다양한 형태의 물체에 사용될 수 있는 장식 디자인을 의미한다. 예술과 건축에서 장식이나 시각적 모티브는 결합되고 반복되어 관람자에게 특정 효과를 주기 위해 고안된 패턴을 형성할 수 있다.

## 자연
자연은 대칭, 프랙탈 차원을 가진 나무 및 기타 구조물, 나선, 사행천, 파동, 거품, 타일링, 균열 및 줄무늬를 포함한 다양한 종류의 패턴의 예시를 제공한다.

### 대칭

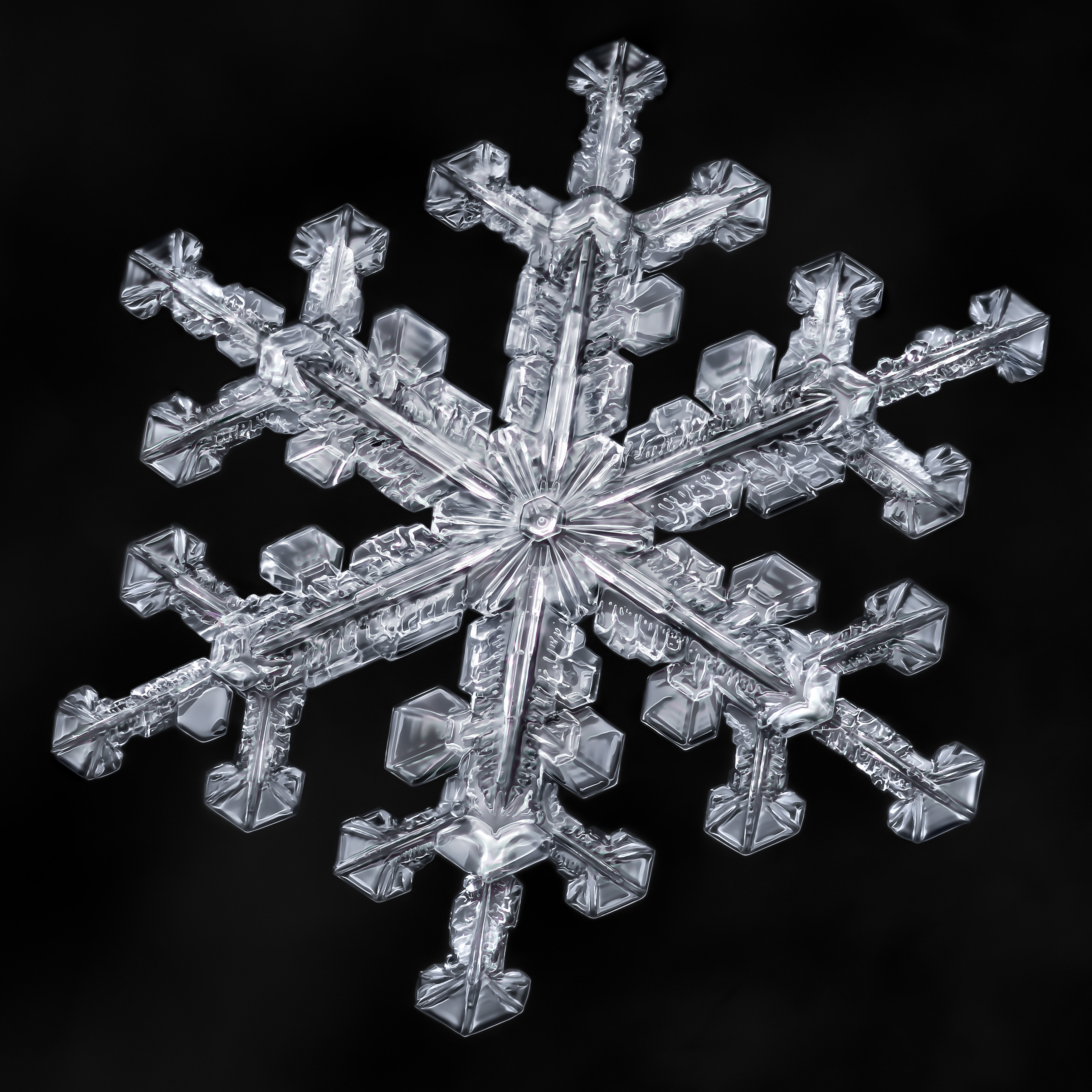
눈송이의 육방 대칭

대칭은 생물에서 널리 퍼져 있다. 움직이는 동물은 일반적으로 운동에 유리하기 때문에 좌우 대칭 또는 반사 대칭을 가지고 있다.(pp. 48–49) 식물은 종종 방사 대칭 또는 회전 대칭을 가지며, 많은 꽃들도 마찬가지이다. 말미잘과 같이 성체가 되어 거의 움직이지 않는 동물도 그러하다. 오중 대칭은 불가사리류, 성게류 및 바다나리를 포함한 극피동물에서 발견된다.(pp. 64–65)
무생물 중에는 눈송이가 눈에 띄는 육방 대칭을 가지고 있다. 각 조각은 독특하며, 그 구조는 6개의 팔 각각에서 결정화 과정 중 변화하는 조건을 기록한다.(p. 52) 결정은 매우 특정한 결정 대칭 세트를 가지고 있다. 이들은 입방형 또는 팔면체형일 수 있지만, 오중 대칭을 가질 수 없다(준결정과 달리).(pp. 82–84)

### 나선

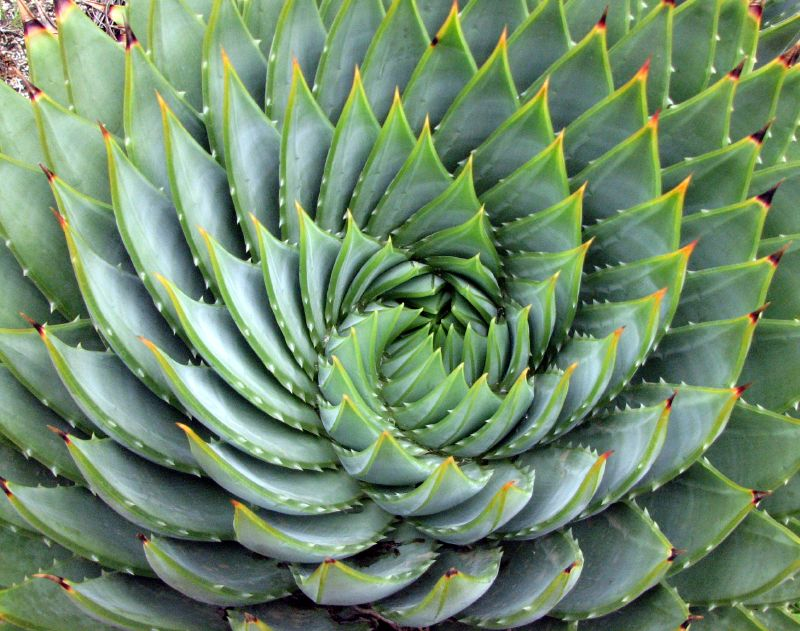
다육질 알로에의 잎차례

나선 패턴은 앵무조개와 같은 연체동물의 신체 구조에서 발견되며, 줄기 주변으로 나선형으로 배열된 잎과 해바라기 꽃머리나 파인애플과 같은 과일 구조에서 발견되는 여러 나선을 포함하여 많은 식물의 잎차례에서도 나타난다.

### 혼돈, 난류, 사행천 및 복잡성

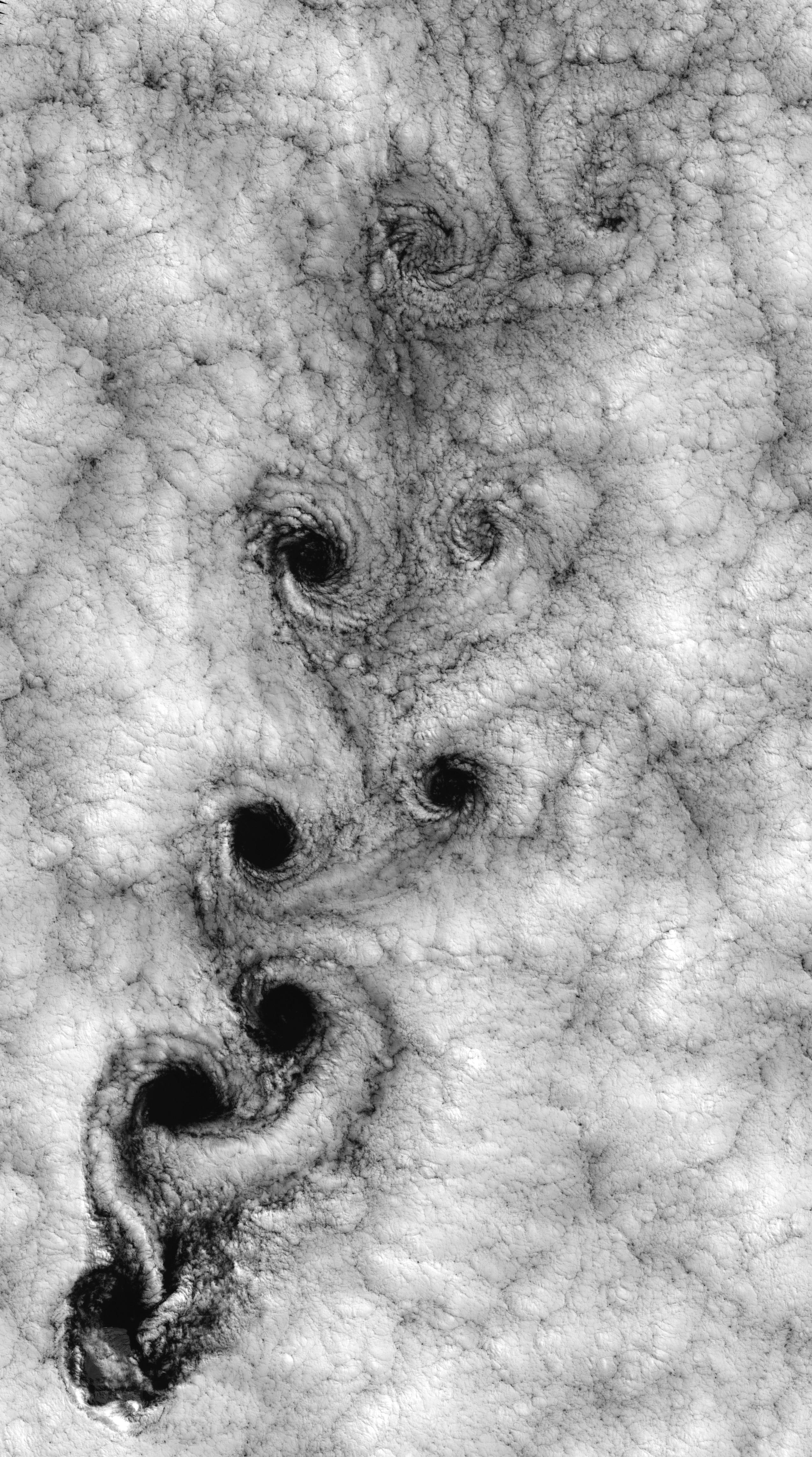
카르만 소용돌이 난류

혼돈 이론은 물리학의 법칙이 결정론적이지만, 초기 조건의 아주 작은 차이가 매우 다른 결과를 초래할 수 있기 때문에 정확히 반복되지 않는 사건과 자연의 패턴이 있다고 예측한다. 자연의 패턴은 소멸 과정에서 정적인 경향이 있지만, 에너지 주입과 소멸 사이에 상호 작용이 있을 때 복잡한 역학이 발생할 수 있다. 많은 자연 패턴은 이 복잡성에 의해 형성되는데, 여기에는 소용돌이 골목, 사행천과 같은 난류 흐름의 다른 효과 또는 시스템의 비선형 상호작용이 포함된다.

### 파동, 사구

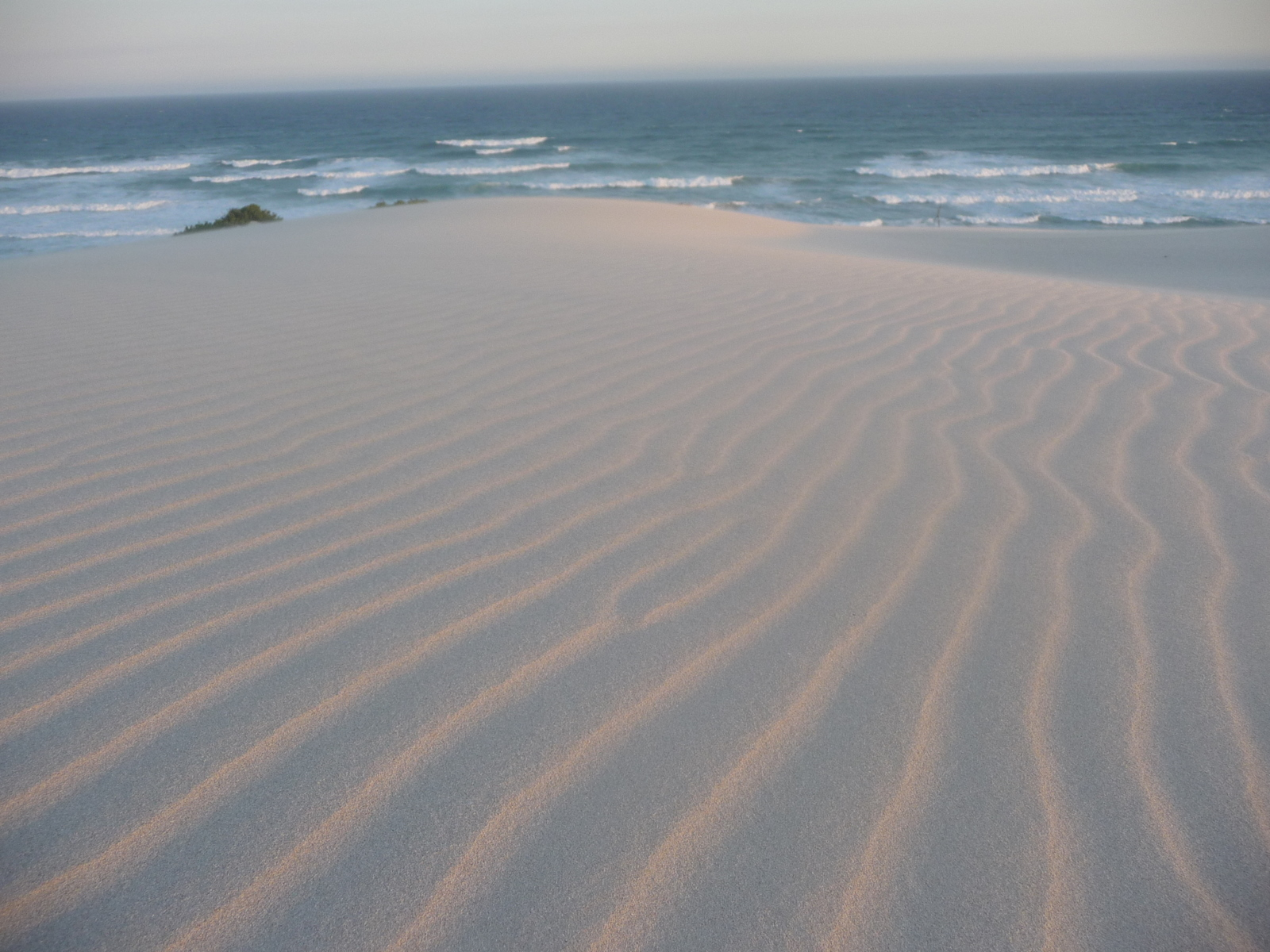
사구의 잔물결

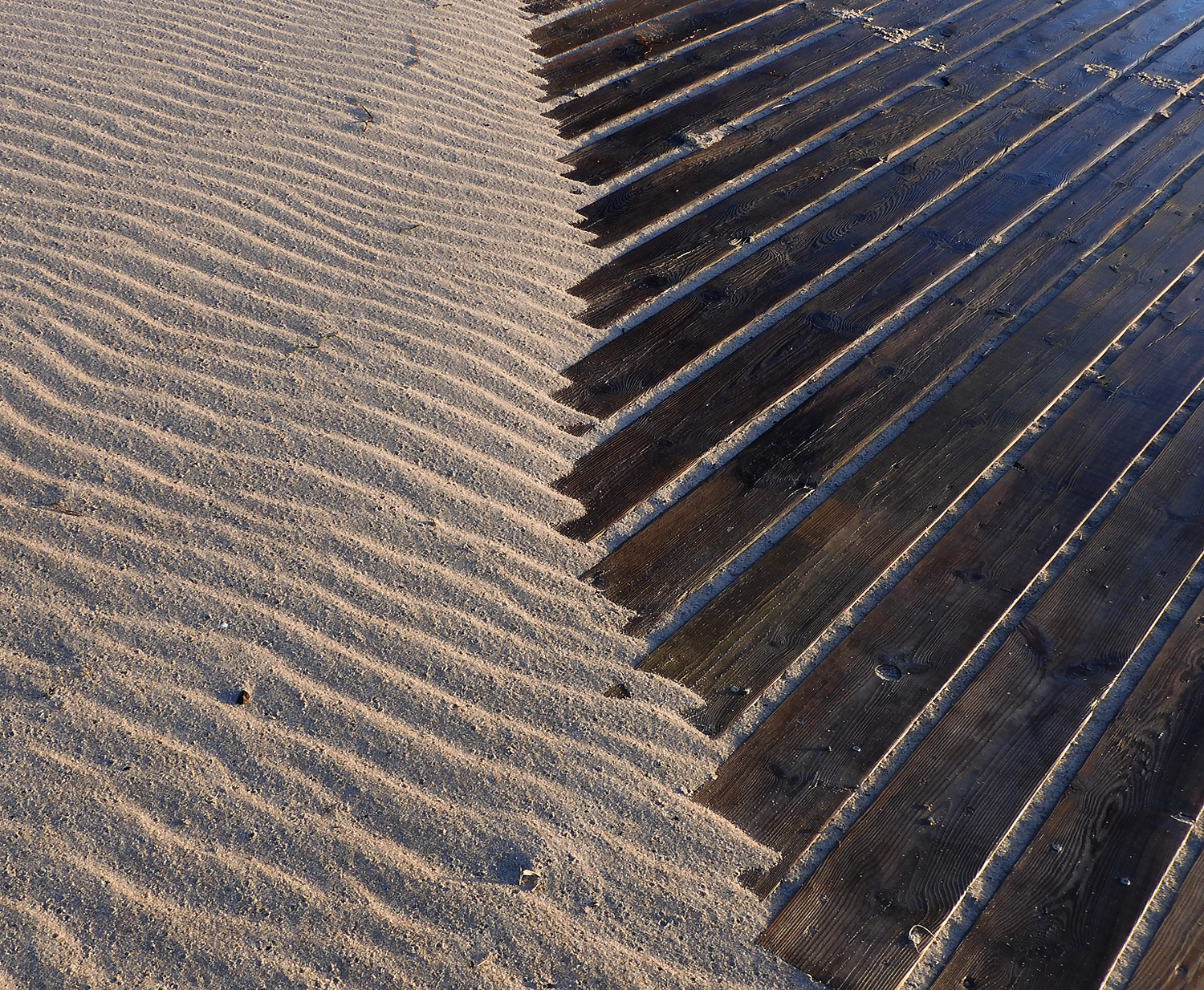
사구의 잔물결과 판자들이 대칭 패턴을 이룬다.

파동은 이동하면서 에너지를 전달하는 교란이다. 역학적 파동은 공기나 물과 같은 매질을 통해 전파되며, 지나갈 때 매질을 진동시킨다. 파도는 바다의 혼돈스러운 패턴을 만들어내는 표면파이다. 이러한 파도는 모래 위를 지나면서 잔물결 패턴을 생성하며, 마찬가지로 바람이 모래 위를 지나면서 사구 패턴을 만든다.

### 거품

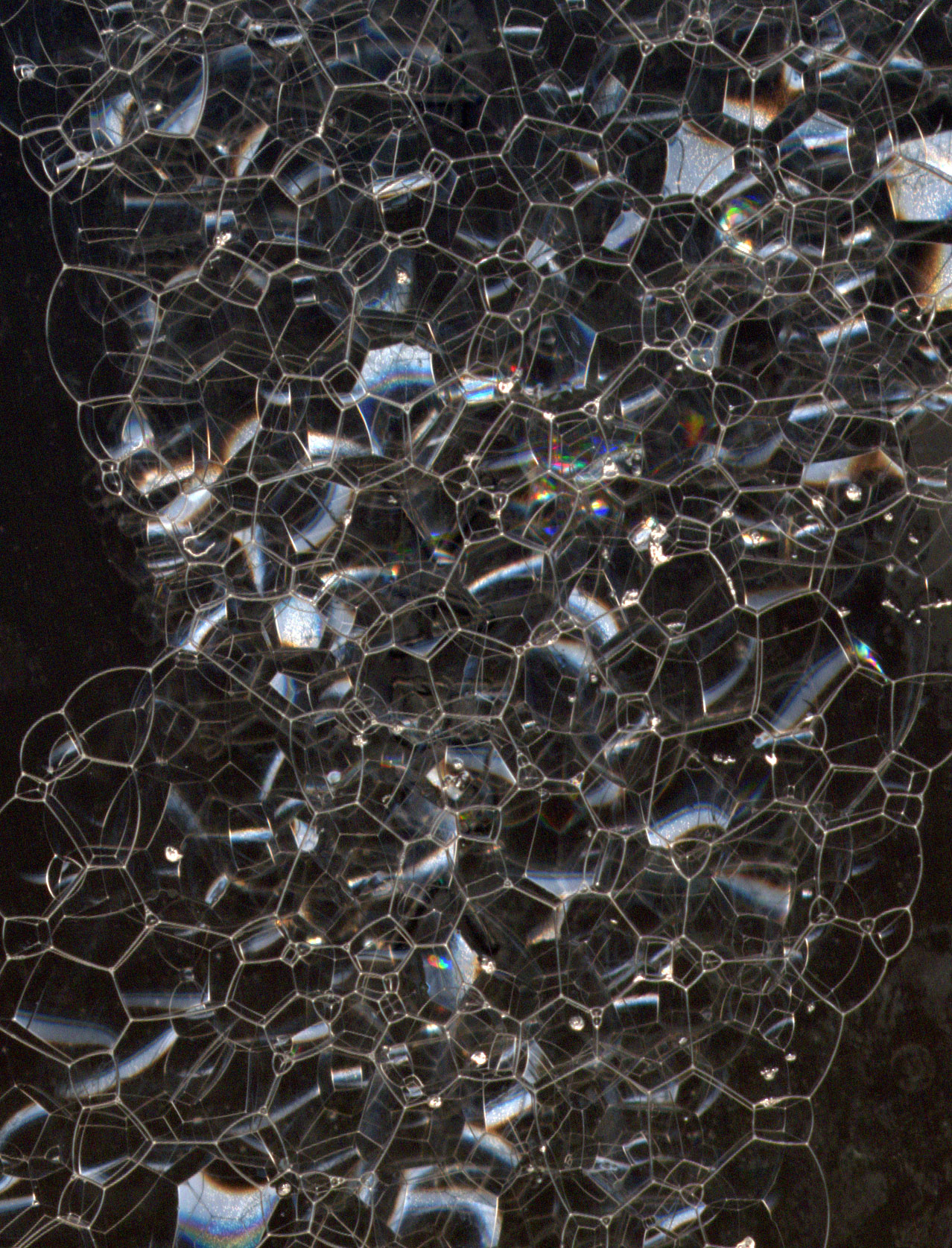
비눗방울의 거품

거품은 플라토의 법칙을 따르며, 이는 막이 부드럽고 연속적이며 일정한 평균곡률을 가져야 한다고 요구한다. 거품 패턴은 자연에서 널리 발생하며, 예를 들어 방산충, 해면동물의 골편, 그리고 규조류와 성게류의 골격에서 볼 수 있다.

### 균열

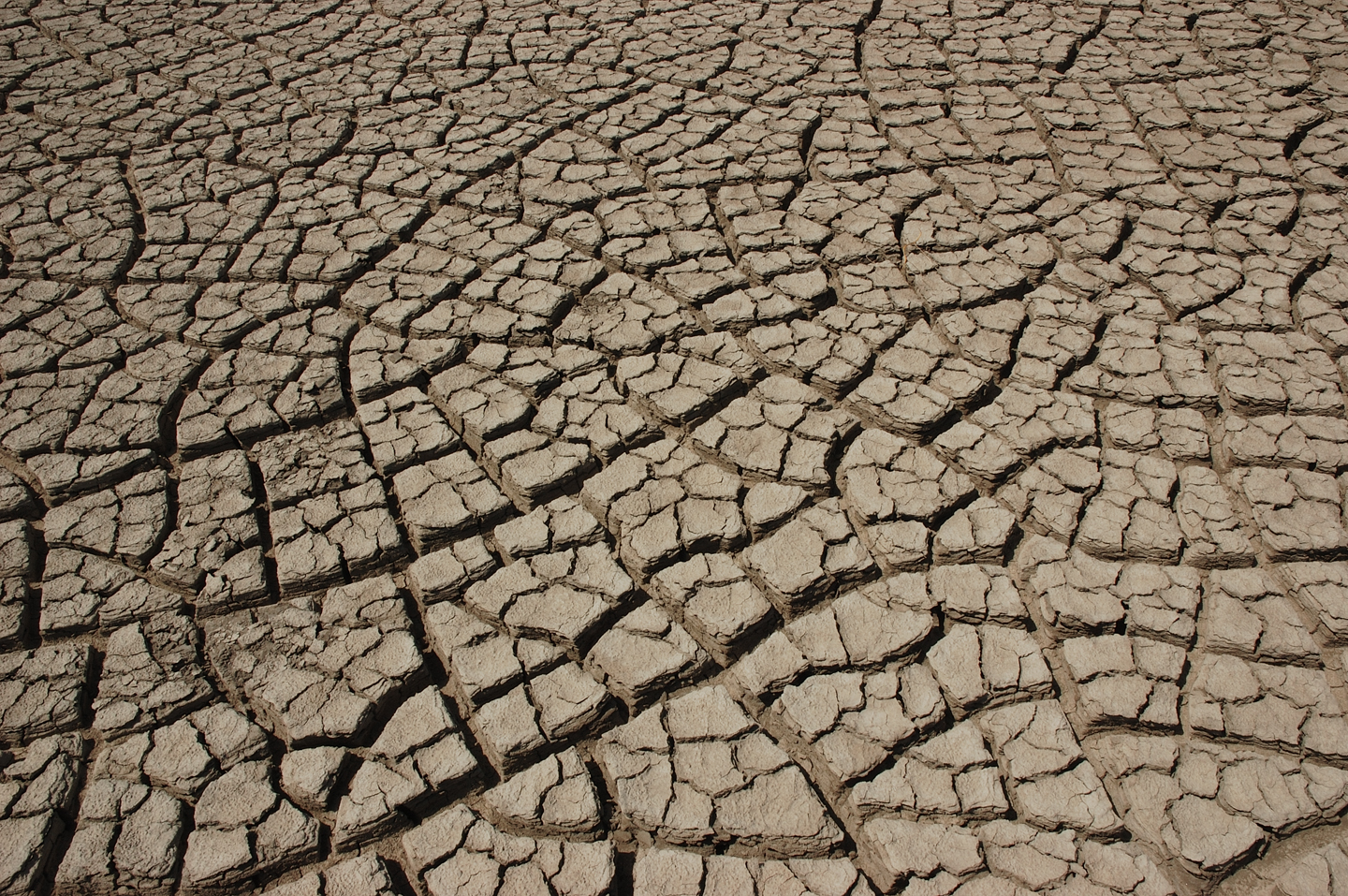
수축 균열

균열은 응력을 완화하기 위해 재료에서 형성되며, 탄성 재료에서는 120도 관절로, 비탄성 재료에서는 90도 관절로 나타난다. 따라서 균열 패턴은 재료가 탄성인지 아닌지를 나타낸다. 균열 패턴은 자연에서 널리 퍼져 있으며, 예를 들어 암석, 진흙, 나무껍질, 오래된 그림이나 도자기의 유약에서 발견된다.

### 점, 줄무늬
앨런 튜링, 그리고 나중에 수학 생물학자 제임스 D. 머레이 및 다른 과학자들은 포유류의 피부나 조류의 깃털에서 점 또는 줄무늬 패턴을 자발적으로 생성하는 메커니즘을 설명했다. 이는 두 가지 상호 작용하는 화학적 메커니즘을 포함하는 반응-확산계로, 하나는 피부의 어두운 색소와 같은 발달을 활성화하고 다른 하나는 억제한다. 이러한 시공간 패턴은 튜링이 예측한 대로 동물들의 외형이 미묘하게 변하면서 천천히 표류한다.

## 예술 및 건축

### 타일링

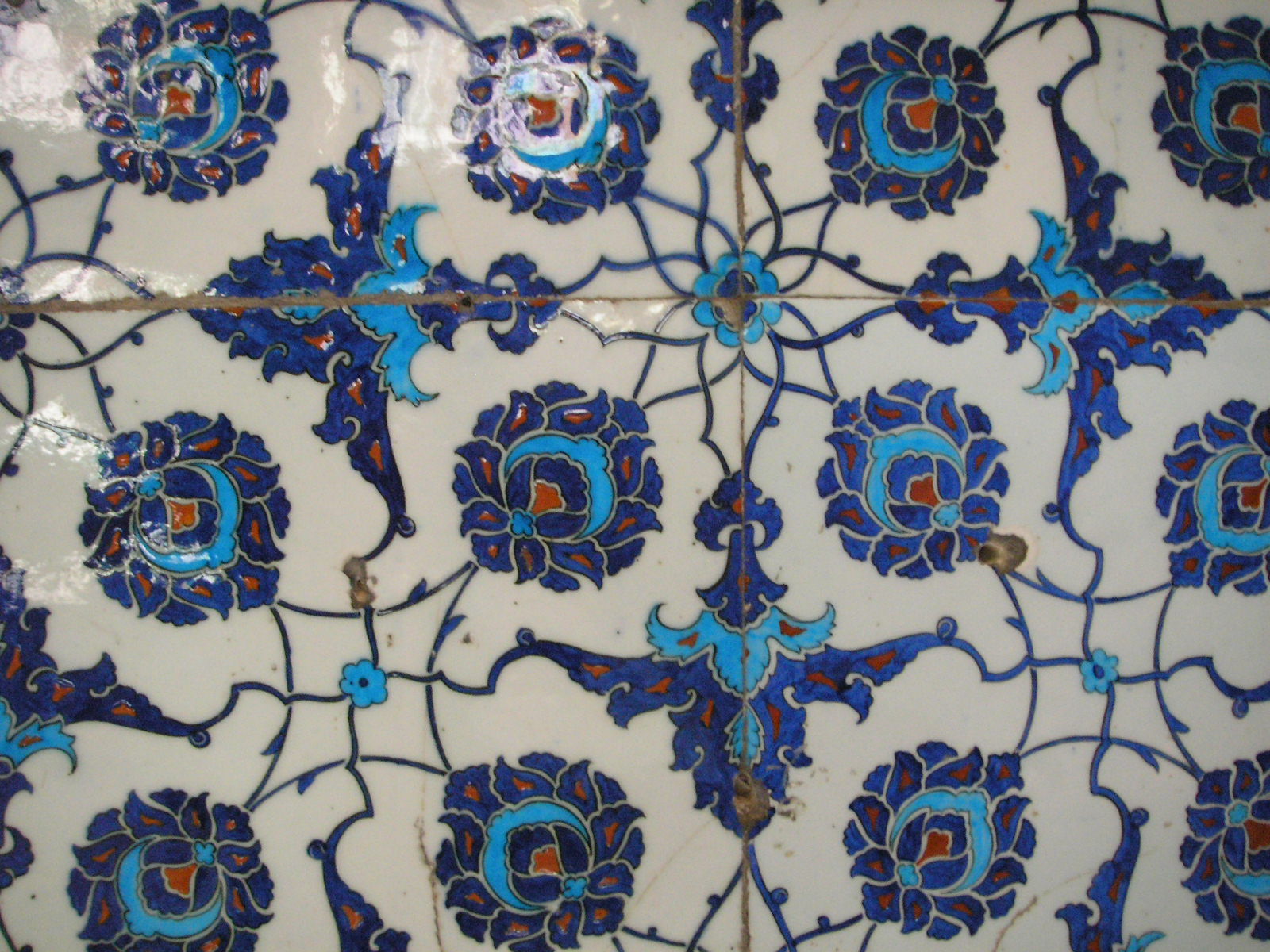
톱카프 궁전의 정교한 세라믹 타일

시각 예술에서 패턴은 어떤 방식으로든 "표면이나 구조를 일관되고 규칙적인 방식으로 조직하는" 규칙성으로 구성된다. 가장 간단하게, 예술에서의 패턴은 회화, 소묘, 태피스트리, 도자기 타일링 또는 융단에서 기하학적이거나 다른 반복되는 형태일 수 있지만, 패턴은 예술 작품에 어떤 형태나 조직적인 "골격"을 제공하는 한 반드시 정확히 반복될 필요는 없다. 수학에서 테셀레이션은 하나 이상의 기하학적 형태(수학자들은 이를 타일이라고 부른다)를 사용하여 평면을 겹침이나 틈 없이 채우는 것이다.

### 건축에서

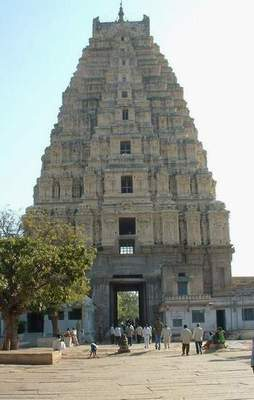
건축의 패턴: 함피의 비루팍샤 사원은 부분이 전체를 닮은 프랙탈과 같은 구조를 가지고 있다.

건축에서 모티브는 다양한 방식으로 반복되어 패턴을 형성한다. 가장 간단하게, 창문과 같은 구조물은 수평 및 수직으로 반복될 수 있다(선두 그림 참조). 건축가는 기둥, 페디먼트, 상인방과 같은 장식 및 구조 요소를 사용하고 반복할 수 있다. 반복이 반드시 동일할 필요는 없다. 예를 들어, 남인도의 사원들은 대략 피라미드 형태를 가지며, 패턴의 요소들이 다른 크기로 프랙탈처럼 반복된다.

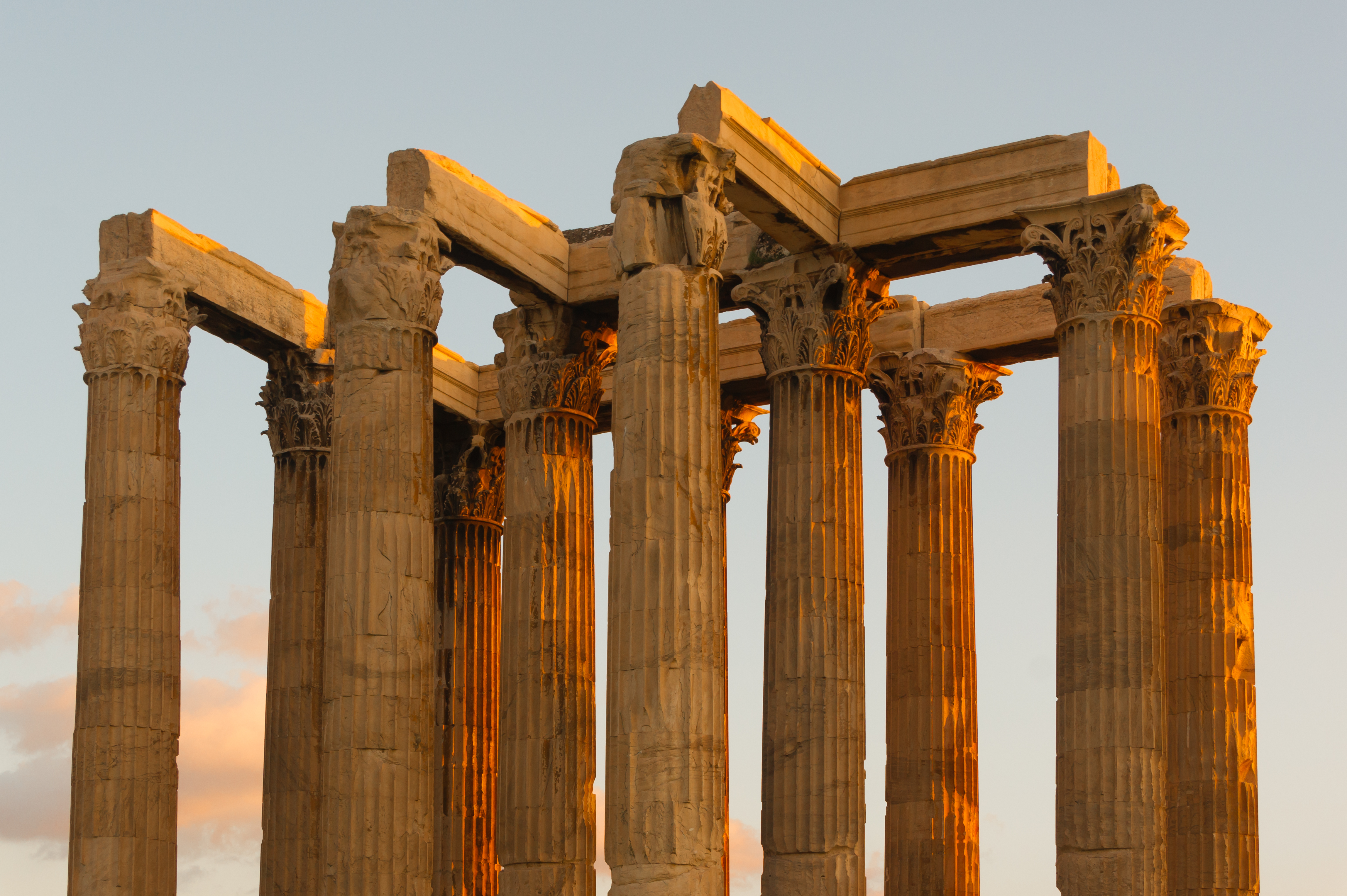
건축의 패턴: 아테네 제우스 신전의 기둥들

## 언어 및 언어학
언어는 언어학 연구자들에게 조사할 패턴을 풍부하게 제공하며,
문학 연구는 소리, 문법, 모티브, 은유, 이미지, 서사적 줄거리와 같은 영역에서 패턴을 조사할 수 있다.

## 과학 및 수학

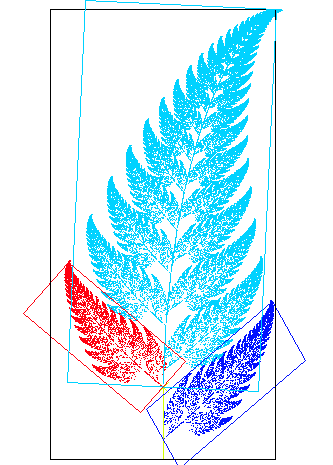
자기유사성을 나타내는 고사리의 프랙탈 모델

수학은 때때로 "패턴의 과학"이라고 불리는데, 이는 필요할 때마다 적용할 수 있는 규칙이라는 의미이다. 예를 들어, 수학 함수로 모델링될 수 있는 모든 수열은 패턴으로 간주될 수 있다. 수학은 패턴의 집합으로 가르쳐질 수 있다.
중력은 흔히 발견되는 과학적 패턴 또는 관찰 패턴의 원천이다. 매일 태양이 뜨고 지는 패턴은 지구가 태양 주위를 공전하면서 자전하기 때문에 발생한다. 마찬가지로, 달의 하늘 경로도 지구를 공전하기 때문이다. 이러한 예시는 어쩌면 사소할 수 있지만, 물리학 내에서 미분 방정식의 적용이 우주의 가장 일반적인 경험적 패턴을 설명하는 데 기능하기 때문에 얻어지는 "수학의 비합리적 효과"의 예시이다.

### 실제 패턴
대니얼 데닛이 1991년 동명의 논문에서 논의한 실제 패턴의 개념은 예측 유용성과 정보 압축 효율성을 검토하여 단순한 인간의 해석을 넘어선 패턴의 실재성을 식별하는 것을 목표로 하는 존재론적 틀을 제공한다. 예를 들어, 질량 중심은 태양이 지구 주위를 도는 것과 같은 물체의 움직임을 예측하게 해주고, 과학자들이 그러한 예측을 할 수 있도록 태양과 지구의 모든 입자에 대한 모든 정보를 압축하기 때문에 실제 패턴이다.

### 프랙탈
일부 수학적 규칙-패턴은 시각화될 수 있으며, 이 중에는 대칭, 파동, 사행천, 프랙탈과 같은 자연의 패턴을 설명하는 수학이 포함된다. 프랙탈은 스케일 불변성을 가진 수학적 패턴이다. 이는 패턴의 모양이 얼마나 자세히 보는지에 따라 달라지지 않는다는 의미이다. 자기유사성은 프랙탈에서 발견된다. 자연 프랙탈의 예로는 해안선과 나무 형태가 있는데, 이는 관찰자가 사용하는 확대율에 관계없이 그 모양을 반복한다. 자기유사 패턴은 무한히 복잡하게 보일 수 있지만, 그 형성을 설명하거나 생성하는 데 필요한 규칙은 간단할 수 있다(예: L-시스템이 나무 형태를 설명하는 방식).
울프 그레난더가 고안한 패턴 이론에서 수학자들은 패턴을 통해 세상을 설명하려고 시도한다. 목표는 세상을 더 전산적으로 친화적인 방식으로 구성하는 것이다.
가장 넓은 의미에서, 과학 이론으로 설명될 수 있는 모든 규칙성은 패턴이다. 수학과 마찬가지로 과학도 패턴의 집합으로 가르쳐질 수 있다.
2021년 연구인 "프랙탈 기반 디자인의 미학 및 심리적 효과"(Aesthetics and Psychological Effects of Fractal Based Design)는 다음과 같이 제안했다.

프랙탈 패턴은 다양한 크기 규모에서 반복되는 자기유사적 구성 요소를 가지고 있다. 인간이 만든 환경에 이러한 자연 패턴을 포함하면 지각적 경험에 영향을 미칠 수 있다. 이전 연구는 프랙탈 패턴에 대한 선호도와 복잡성 추정치에서 일관된 경향을 보여주었다. 그러나 다른 시각적 판단의 영향에 대한 정보는 제한적이었다. 여기에서는 인간이 만든 공간에 이미 설치된 프랙탈 '글로벌 숲' 디자인의 미학적 및 지각적 경험을 조사하고, 프랙탈 패턴 구성 요소가 긍정적인 심리적 경험과 어떻게 관련되어 거주자의 복지를 증진하는 데 활용될 수 있는지 보여준다. 이 디자인은 개별 프랙탈 '나무 씨앗'으로 구성되어 '글로벌 프랙탈 숲'을 만드는 복합 프랙탈 패턴이다. 지역 '나무 씨앗' 패턴, 나무 씨앗 위치의 전역적 구성, 그리고 전체적인 '글로벌 숲' 패턴은 프랙탈 특성을 가지고 있다. 이러한 디자인은 다양한 매체를 포함하지만, 공간의 기능과 전반적인 디자인을 해치지 않으면서 거주자의 스트레스를 줄이는 것을 목표로 한다. 이 연구 시리즈에서는 먼저 다양한 시각적 속성 간의 발산 관계를 확립하여, 패턴 복잡성, 선호도, 참여도 평가가 프랙탈 복잡성에 따라 증가하는 반면, 상쾌함과 휴식에 대한 평가는 복잡성에 따라 동일하거나 감소함을 보여준다. 이어서, 지역 구성 프랙탈('나무 씨앗') 패턴이 전체 프랙탈 디자인의 인식에 기여함을 확인하고, 프랙탈 디자인 설치에서 미학적 및 심리적 효과(예: 인지된 참여 및 휴식의 개별 경험)의 균형을 맞추는 방법을 다룬다. 이 일련의 연구는 프랙탈 선호도가 증가된 각성(참여와 복잡성에 대한 욕구)과 감소된 긴장(휴식 또는 상쾌함에 대한 욕구) 사이의 균형에 의해 결정된다는 것을 보여준다. '나무 씨앗' 구성 요소로 이루어진 이러한 복합적인 중-고 복잡성 '글로벌 숲' 패턴의 설치는 이러한 상반된 요구를 균형 있게 충족시키며, 인간이 만든 환경에서 거주자의 복지를 증진하기 위한 생물친화적 패턴의 실용적인 구현으로 사용될 수 있다.

## 같이 보기
- 세포 자동자
- 패턴 인식